# Nantes Métropole (journal)
Pour les articles homonymes, voir Nantes Métropole (homonymie).
Nantes Métropole est un journal lancé par ce qui était alors la communauté urbaine Nantes Métropole en 2006.
Le magazine est gratuit, bimestriel, et vise à informer les habitants des 24 communes de l'agglomération nantaise des diverses actions entreprises par les institutions métropolitaines.
Diffusé à 274 000 exemplaires, il est complémentaire des magazines municipaux gratuits, distribués par les mairies des communes membres de l'intercommunalité à chacun de leurs administrés (comme « Nantes Passion », par exemple).